# River Mimram
Der River Mimram ist ein Wasserlauf in Hertfordshire, England. Er entsteht nordwestlich von Whitwell und fließt zunächst in südlicher Richtung. Südlich von Welwyn wendet er sich in einer südöstlichen Richtung. Er mündet im Westen von Hertford in den River Lea.